# Grado (tipografía)
Grado en la técnica tipográfica es la denominación que se daba a los tamaños relativos de los cuerpos de los tipos de letras.  

## Historia

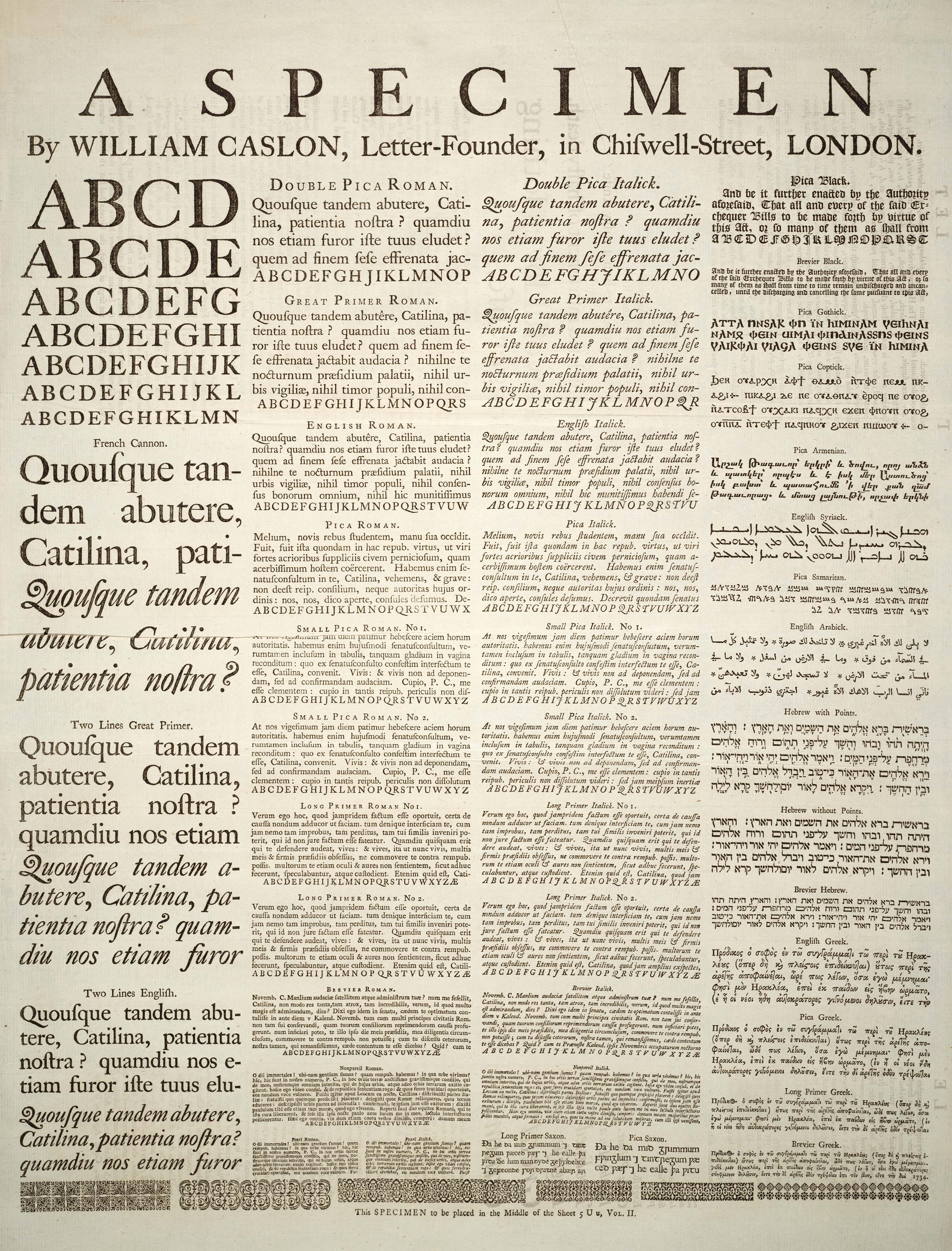
Muestrario de William Caslon, que muestra varios grados.

Antiguamente cada fundidor daba una medida distinta a los tipos que fabricaba, según escalas de medida arbitrarias denominadas grados (Sigüenza y Vera), magnitudes (Caramuel) o gruesos (Paredes). En 1742 el fundidor francés Pierre Simon Fournier (el Joven) trató de unificar las medidas mediante una dimensión de referencia, el punto tipográfico. 
En 1760 François Ambroise Didot perfeccionó el sistema, que ha sufrido modificaciones diversas hasta el actual sistema de puntos impuesto por la industria digital. 
Los nombres dados tradicionalmente a los grados en español eran, de los mayores a los menores: 
| Grado         | Escrituras alternativas               | Tamaño aproximado en puntos | Notas                                                       |
| ------------- | ------------------------------------- | --------------------------- | ----------------------------------------------------------- |
| Gran Canon    | Grancanon                             | 42                          |                                                             |
| Peticano      | Petitcanon, Petit canon o Canon chico | 26                          |                                                             |
| Misal         | Missal o Parangona Grande             | 20                          |                                                             |
| Parangona     | Paradina o Paladina                   | 18                          |                                                             |
| Texto         |                                       | 14                          |                                                             |
| Atanasia      | Texto gordo o Gros Texte              | 13                          |                                                             |
| Cícero        | Lectura, Lectura gorda o San Agustín  | 12                          | En los sistemas de puntos un Cícero equivale a doce exactos |
| Lectura chica |                                       | 11                          |                                                             |
| Entredós      | Filosofía                             | 10                          |                                                             |
| Breviario     |                                       | 9                           |                                                             |
| Gallarda      |                                       | 8                           |                                                             |
| Glosilla      | Miñona                                | 7                           |                                                             |
| Nomparell     | Nomparella                            | 6                           |                                                             |

Para Alonso de Paredes las equivalencias eran:
- Gran canon = 2x Parangona
- Peticanon = 2x Atanasia
- Texto (o Cícero) = 2x Glosa

## Otros nombres de grados
Según Serra y Oliveres, son: 
|                            | Grado                | Puntos (aproximados) |
| -------------------------- | -------------------- | -------------------- |
| Mayores que el Gran Canon  |                      |                      |
|                            | Gran Diamante        | 138                  |
|                            | Gran Nomparell       | 115                  |
|                            | Triple canon         | 72                   |
|                            | Doble canon          | 56                   |
|                            | Doble canon chico    | 52                   |
| Y menores que el Nomparell |                      |                      |
|                            | Parisiena o Parisina | 5                    |
|                            | Perla o Diamante     | 4                    |

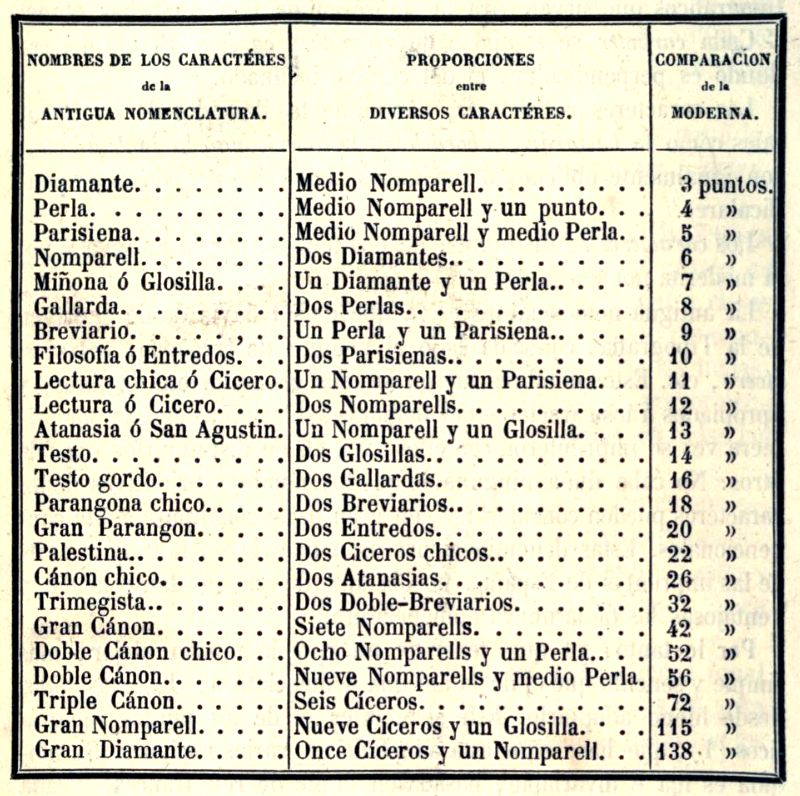
Equivalencia aproximada entre la nomenclatura tradicional y el sistema de puntos tipográficos según Antonio Serra y Oliveres.

Entre el Peticano y el Gran Canon existía otro grado, el Trismegisto, equivalente a unos 32 puntos.
El grabador del siglo XVIII Gerónimo Gil abrió un grado de cerca de tres puntos al que llamó Ala de mosca, y del que presumía que era el menor del mundo en su momento (en torno a 1776).